# MT6

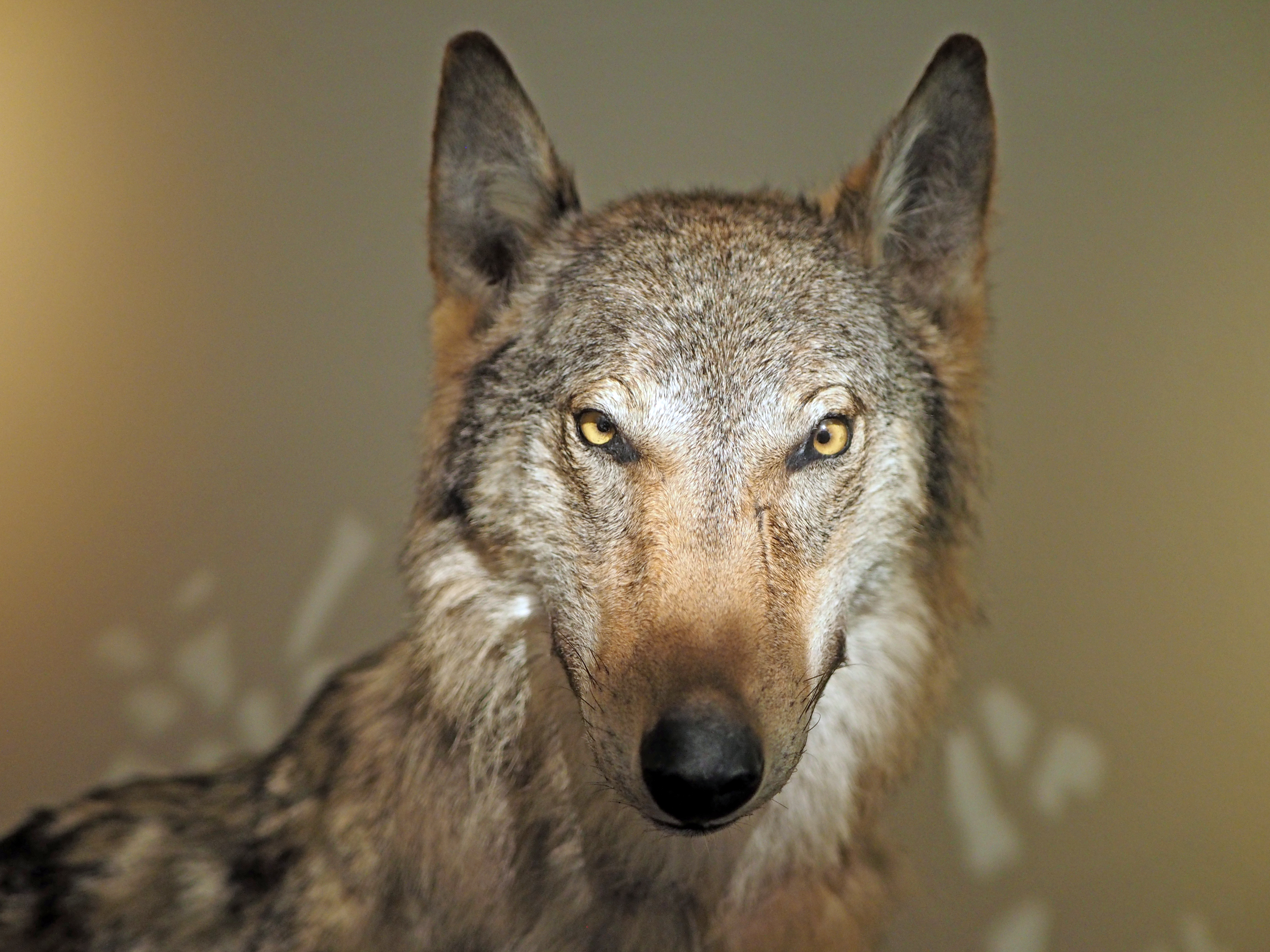
Wolfsrüde MT6 präpariert, in den NaturWelten des Niedersächsischen Landesmuseums Hannover

MT6, bekannt geworden als „Kurti“, war ein in Norddeutschland lebender Wolf. Das Tier fiel durch sein wenig scheues Verhalten auf. Nachdem er einen Hund angegriffen hatte, erschien seine Nähe zu Menschen zu gefährlich; der Wolf wurde behördlich zum Abschuss freigegeben und am 27. April 2016 im Heidekreis erschossen. Der Fall galt als Präzedenzfall bei dem Umgang mit Wölfen in Deutschland: Es war die erste gezielte legale Tötung seit der Wiedereinwanderung der Tiere.

## Leben
Der Rüde erhielt die wissenschaftliche Kennung „MT6“ und war mit einem Sender versehen. Seinen Namen erhielt das Tier im Juni 2015, als zwei Wölfe aus dem auffälligen Rudel in Munster ein Sendehalsband bekamen. „M“ steht für ein männliches Tier (male), „T“ für Telemetrie. Mit der fortlaufenden Nummer 6 war er das sechste männliche besenderte Tier bundesweit.
Der Wolf MT6 stammte aus dem Rudel des Truppenübungsplatzes Munster im Heidekreis. Durch die Besenderung konnte sein Bewegungsradius innerhalb und außerhalb der Truppenübungsplätze Munster und Bergen aufgezeichnet werden. Das Tier näherte sich Menschen ab Mitte 2015 mehrmals bis auf wenige Meter. Mitte Februar 2016 soll MT6 in Breloh (Heidekreis) einer Spaziergängerin mit Kinderwagen und Hund hinterhergelaufen sein. Bei Groß Hehlen (Landkreis Celle) hatte er einen angeleinten Hund angegriffen und verletzt. Wegen des Senderhalsbands bestand kein Zweifel an der Identität des Wolfs. Auch aus Wardböhmen wurde von einem Vorfall berichtet. Die Vergrämungsversuche durch einen schwedischen Experten misslangen, weil der Wolf mit Meideverhalten reagierte und weiträumig auswich.
Das Umweltministerium Niedersachsen entschied, dass der Wolf ein Sicherheitsrisiko darstelle. Danach wollte das Umweltministerium das Tier ursprünglich in das Wisentgehege Springe (Region Hannover) bringen lassen. In Abstimmung mit dem Wolfsberatungszentrum auf Bundesebene fiel jedoch die Entscheidung, den wildgeborenen Wolfsrüden nicht in ein Gehege zu sperren. Die potenziellen Auffangstationen, das Wolfcenter in Dörverden und der Wildpark Lüneburger Heide sowie auch das Gehege in Springe, hatten sich gegen eine Unterbringung von MT6 ausgesprochen. Ein wildes Tier in ein Gehege zu sperren sei Tierquälerei, begründeten alle Tierparks ihre ablehnende Haltung.

## Tod
Nachdem es am Wochenende des 24. und 25. April 2016 erneut zu Begegnungen zwischen MT6 und Menschen gekommen war, fiel die Entscheidung, den Wolfsrüden zu töten. Zunächst wurde angedacht, ihn einzuschläfern. Da sich der Schütze eines Betäubungspfeils aber einem Tier mindestens bis auf 30 Meter nähern muss, um es sicher zu treffen, und der Wolf schon bei den Vergrämungsversuchen weiträumig ausgewichen war, wurde davon abgesehen. Deshalb beauftragte Stefan Wenzel (Grüne), der Umweltminister Niedersachsens, einen Scharfschützen der Polizei mit dem Abschuss.
Der tote Wolf wurde zu Untersuchungen nach Berlin gebracht. Im Leibniz-Institut für Zoo- und Wildtierforschung sollte unter anderem geklärt werden, ob MT6 krank war. Als Ursache für seine geringe Scheu wurde vom Niedersächsischen Umweltministerium die Vermutung geäußert, MT6 sei möglicherweise als Jungtier von Menschen gefüttert worden oder mit Menschen in Kontakt gekommen. So könne er die Scheu vor Menschen verloren haben, sagte Umweltminister Stefan Wenzel (Grüne).
Der Tierkörper wurde präpariert und wurde zunächst in den NaturWelten des Niedersächsischen Landesmuseums Hannover ausgestellt, anschließend auch in Lüneburg, im Emsland und in Cuxhaven.

## Reaktionen
Die Naturschutzverbände IFAW, NABU und WWF erklärten in einer gemeinsamen Stellungnahme zum Abschuss des Wolfs, dass sie den Tod des Tieres bedauern, zeigten aber auch ihr Verständnis für die Entscheidung des Niedersächsischen Umweltministeriums, weil MT6 durch sein auffälliges Verhalten ein nicht mehr zu kalkulierendes Risiko für Menschen dargestellt habe.
„Man darf vielleicht sogar von einer gewissen historischen Entscheidung im bundesdeutschen Wolfsmanagement sprechen. Es gilt, die Entscheidung des niedersächsischen Umweltministers Stefan Wenzel und der Staatssekretärin Almuth Kottwitz zu würdigen und mitzutragen“, sagte Frank Faß, Leiter des Wolfcenters Dörverden.
Die Ursachen des Verhaltens von MT6 konnten nicht abschließend geklärt werden. Ein Jahr nach der letalen Entnahme wies der NABU erneut darauf hin, dass die für das Wolfsmanagement zuständigen Stellen die Bevölkerung intensiv aufklären sollten, um unerwünschte Verhaltensentwicklungen bei Wölfen durch beabsichtigtes oder auch unbeabsichtigtes Anfüttern zu vermeiden.